# Koothandahalli, Sidlaghatta
Koothandahalli là một làng thuộc tehsil Sidlaghatta, huyện Chikkaballapur, bang Karnataka, Ấn Độ.